# Rabby Slo
Rabby Slo de son vrai nom Wilfrid Houwanou, né 21 août 1987, est un auteur-compositeur-interprète béninois.

## Biographie
Wilfrid Houwanou alias Rabby Slo nait à Ouidah au Bénin le 21 août 1987, Rabbi est le 4ème d’une fratrie de 10 enfants. Son père, Peter Houwanou, un boulanger et de Blandine Zomahoun ménagère. En 1998 que le chanteur Rabby Slo se révèle au public béninois avec son tout premier album, « Enangnon ». Les béninois découvrent alors la pertinence de ses messages, sa proximité avec le quotidien des populations, sa philosophie basée sur le réconfort, le courage et l’espoir. En 2004, il immigre pour les États-Unis, laissant derrière lui quatre albums notamment « Enangnon », « Djogbe », « Mahu–Mahu » et « Séwouê » sorti en 2004. Après 19 ans passé à l'extérieur, Rabby Slo retourne au Bénin et annonce son premier concert le 11 mars 2023 prochain au centre Majestic à Cotonou,,,,.

## Discographie
Rabby Slo a son actif 5 albums,:
- Enangnon
- Djogbe
- Mahu–Mahu[8]
- Séwouê
- Where I from, Fi un gosin[9]

## Vie privée
Rabby Slo est en couple et est le frère ainé des membres du groupe Afafa composé d'Assido, Dègnon et Vidégla